# Al-Tweinah
Al-Tweinah (en árabe: التوينة‎) es una ciudad en la Gobernación de Hasaka, al noreste de Siria.
Administrativamente, la ciudad pertenece al Subdistrito de Hasaka del distrito de Hasakah. Según el censo de 2004, tenía una población de 5062 habitantes.